# Segisaurus
A Segisaurus (nevének jelentése 'Segi-kanyon gyík') a coelophysoidea theropoda dinoszauruszok egyik kisméretű neme, amely körülbelül 1 méter hosszú lehetett. Egyetlen ismert példányát 1933-ban fedezték fel az arizonai Tsegi-kanyon kora jura kori rétegeiben, nevét pedig a lelőhely után kapta. A Segisaurus az egyetlen dinoszaurusz, amely a területről ismertté vált. 1936-ban Charles Lewis Camp amerikai őslénykutató leírást készített a leletről. A töredékes fosszilis csontváz a lábak, a csípő és a csigolyák darabjaiból áll, a koponya részeit azonban nem találták meg. A Segisaurus a jobban ismert Coelophysis közeli rokonának tűnik. Abban viszont eltérnek egymástól, hogy a Coelophysis csontjai üregesek voltak, míg a Segisaurus csontjait tömörnek találták. Emiatt egyes tudósok a Segisaurust egyáltalán nem tekintették theropodának. A későbbi, 2005-ös vizsgálatok azonban megmutatták, hogy a Segisaurus csontjai valójában üregesek voltak, ezután pedig a tudósok arra az álláspontra jutottak, hogy ez a nem közelebbi kapcsolatban állt a Procompsognathusszal.

## Anatómia
A Segisaurus a jura időszakban, 183 millió évvel ezelőtt élt. A mérete nagyjából egy lúd és egy kezdetleges két lábon járó theropoda mérete közé esett. Körülbelül 1 méter hosszú és fél méter magas volt, a tömege pedig 4–7 kilogramm lehetett. Gyorsan mozgott és rovarevőként élt, bár feltehetően dögöt is fogyasztott. A felépítése madárszerű volt, rugalmas, hosszú nyakkal és zömök testtel rendelkezett. A Segisaurus háromujjú lábfejben végződő erős hátsó lábai a testhez viszonyítva hosszúra nőttek. Hátsó lábaihoz hasonlóan a farka és a mellső lábai is hosszúak voltak. Kulcscsontja nem hasonlított a madarakéra, de a tudósok szerint mégis azt bizonyítja, hogy a dinoszauruszok a madarak közeli rokonai.
A Segisaurusról az egyetlen felfedezett példány alapján készült leírás. A holotípus azonban nem volt kifejlett, így a Segisaurus felnőttkori mérete talán sosem válik ismertté. Különös módon a Segisaurus példányt a kulcscsonttal együtt fedezték fel, ami más korabeli dinoszauruszoknál nem került elő.

## A felfedezés története

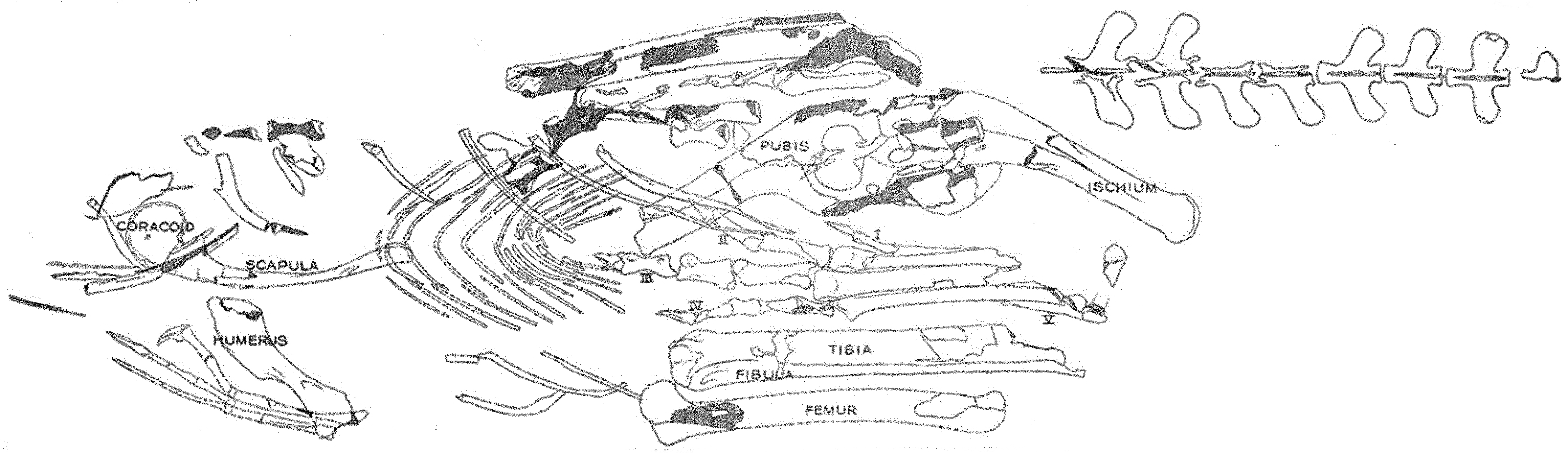
A holotípus csontvázat eredeti helyzetben ábrázoló illusztráció

A Segisaurus első fosszíliáját egy navahó indián, Max Littlesalt fedezte fel, aki lábasjószágot tartott a Tsegi-kanyonban. Miután az arizonai Navajo Sandstone-formációban rátalált a maradványokra, Littlesalt megmutatta azokat a kanyonban táborozó archeológiai expedíció tagjainak. Az első Segisaurus példány az egyetlen, amit valaha találtak. Miután Charles Lewis Camp elkészítette a holotípus leírását, a lelet fél évszázadra majdnem feledésbe merült. Ebben az időszakban, amikor a példányt megvizsgálták, a kutatók feljegyezték a kulcscsontok meglétét, és azt, hogy a dinoszaurusz tömör szerkezetű csontokkal rendelkezett. Az újkeletű beszámolók szerint a Segisaurus létfontosságú a korai theropodák evolúciójának megértése szempontjából.

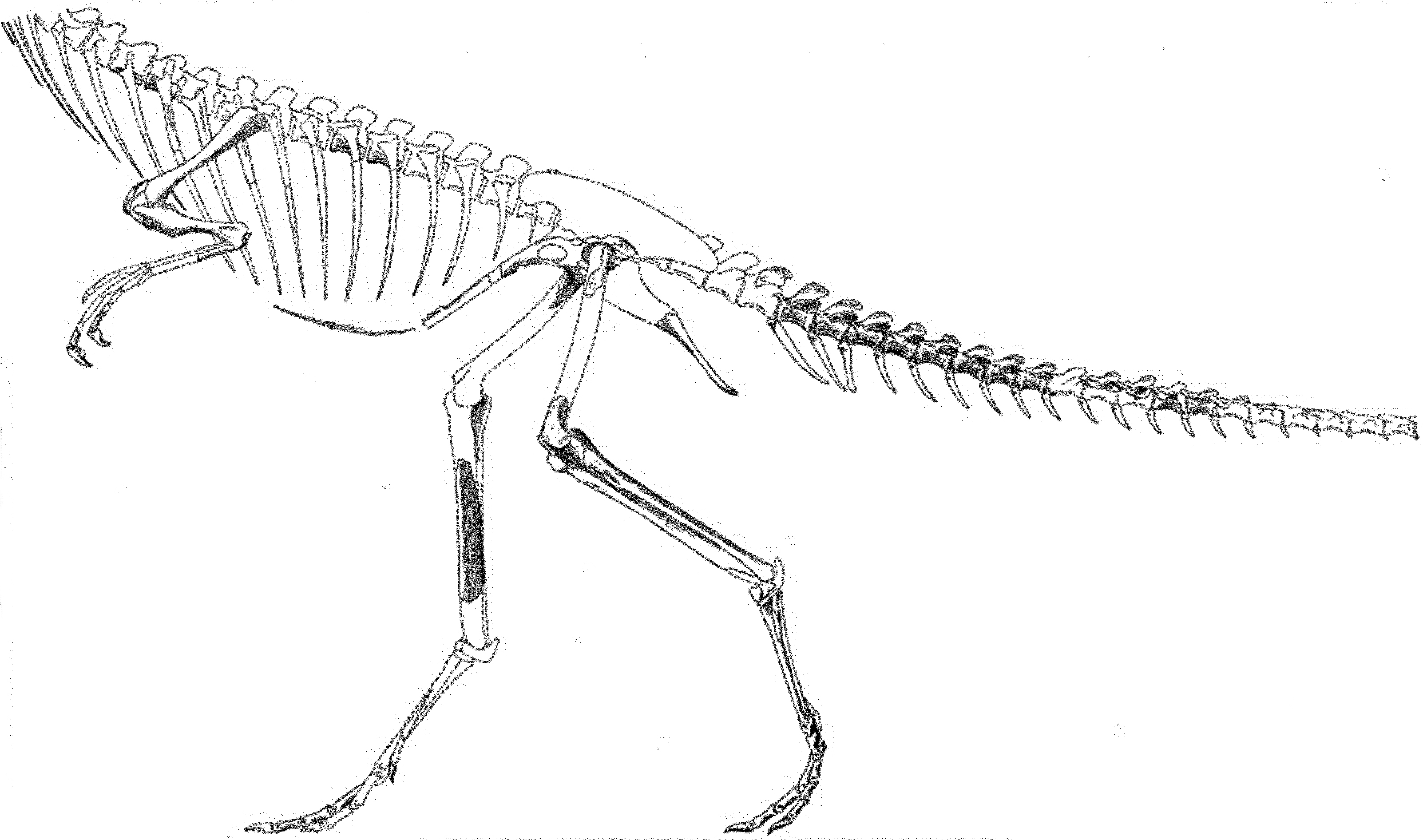
A holotípus csontváz 1936-os rekonstrukciója

Mikor a Segisaurus példányt felfedezték, Camp a maradványok elhelyezkedése alapján azt gondolta, hogy leginkább úgy néz ki, mint egy „ülő tyúk”. Ezt a pozíciót más theropodák alvásra vagy a homokviharok és hamuesők elől való elrejtőzésre használták, a Segisaurus holotípusát pedig valóban egy homokkőágyban találták meg, ami arra utal, hogy a példány egy homokréteg alá temetődve pusztult el. Ez egyelőre csak elmélet, mivel nem találtak fészek vagy üreg maradványokat a Segisaurus példánnyal együtt. Camp másik értelmezése kevesebb figyelmet kapott: a „lécszerű” nyaki bordák egy repülőagámáéhoz hasonló bőrszárnyat tartottak a nyak körül, ami segítette az állatot a gyors mozgásban.
2005 szeptemberében a Journal of Vertebrate Paleontology egy beszámolót közölt, ami a Segisaurus holotípus maradványainak újabb vizsgálatát tartalmazza. A szerzők arra a következtetésre jutottak, hogy bár a Segisaurus nagyon szokatlan, határozottan coelophysoidea. Emellett megjegyezték, hogy a Segisaurus valószínűleg a Procompsognathus rokonságába tartozik.

## Fordítás
Ez a szócikk részben vagy egészben a Segisaurus című angol Wikipédia-szócikk ezen változatának fordításán alapul.  Az eredeti cikk szerkesztőit annak laptörténete sorolja fel. Ez a jelzés csupán a megfogalmazás eredetét és a szerzői jogokat jelzi, nem szolgál a cikkben szereplő információk forrásmegjelöléseként.